# Begonia acetosa
Begonia acetosa là một loài thực vật có hoa trong họ Thu hải đường. Loài này được Vell. mô tả khoa học đầu tiên năm 1831.

## Hình ảnh

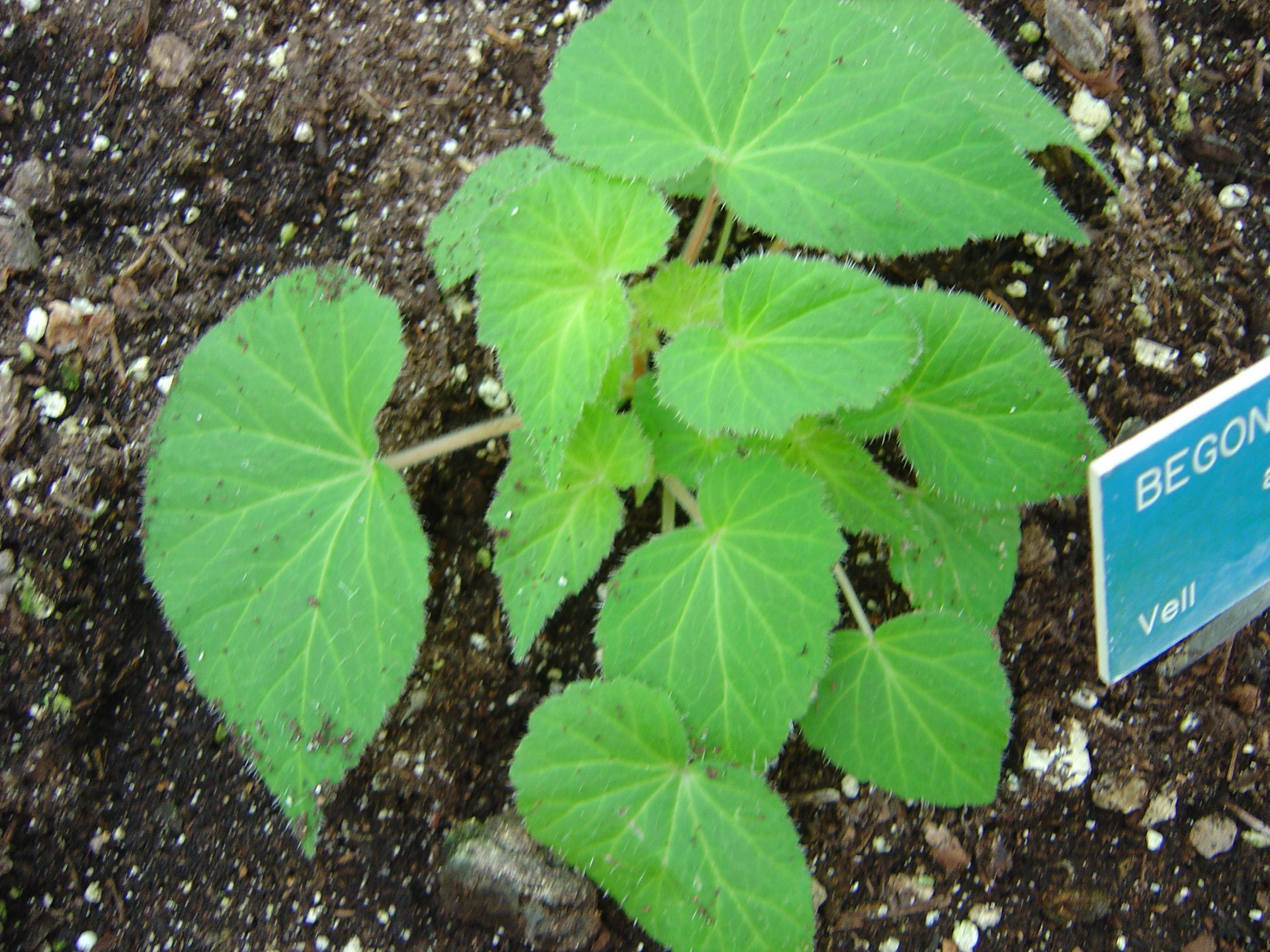
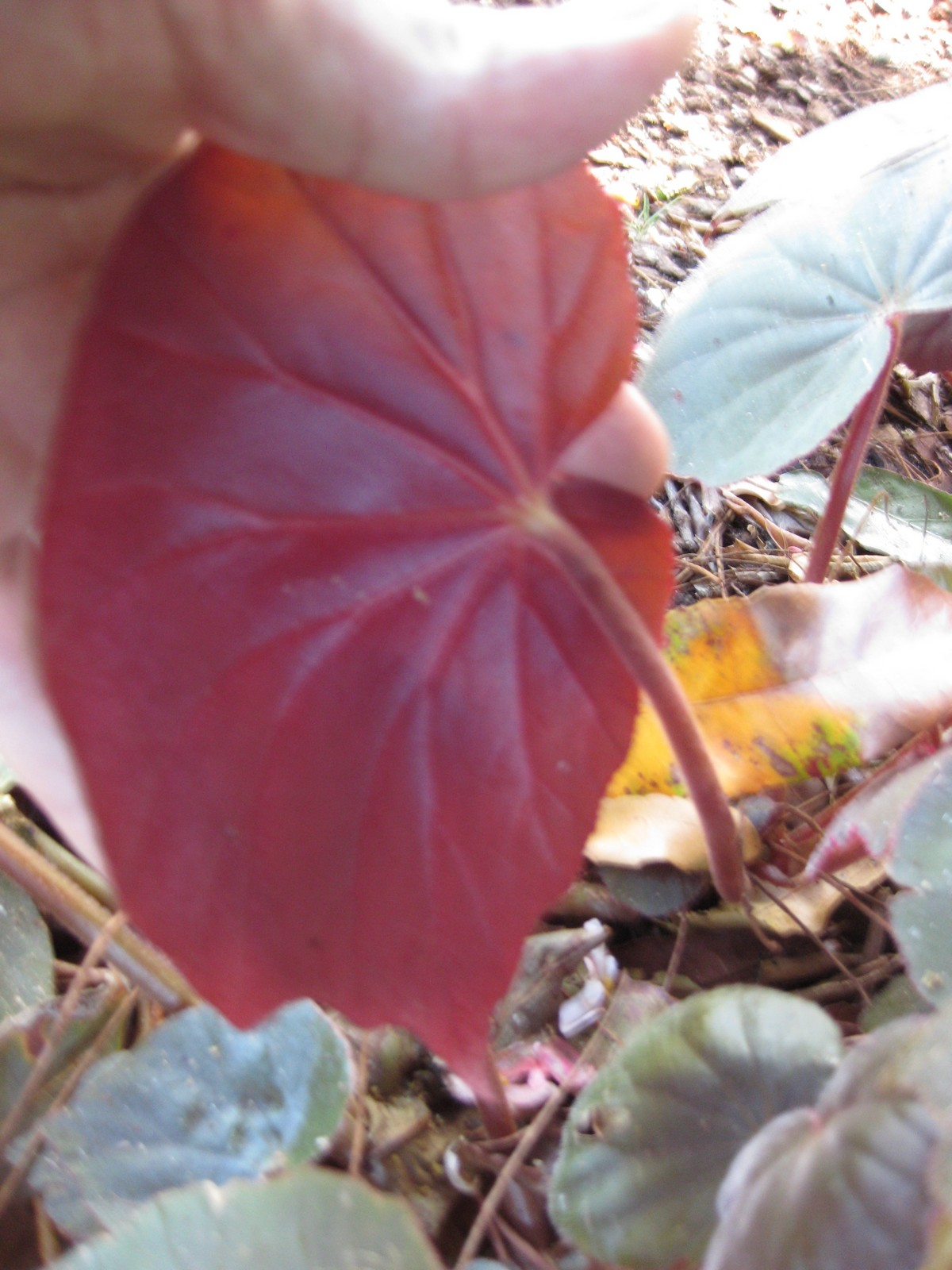
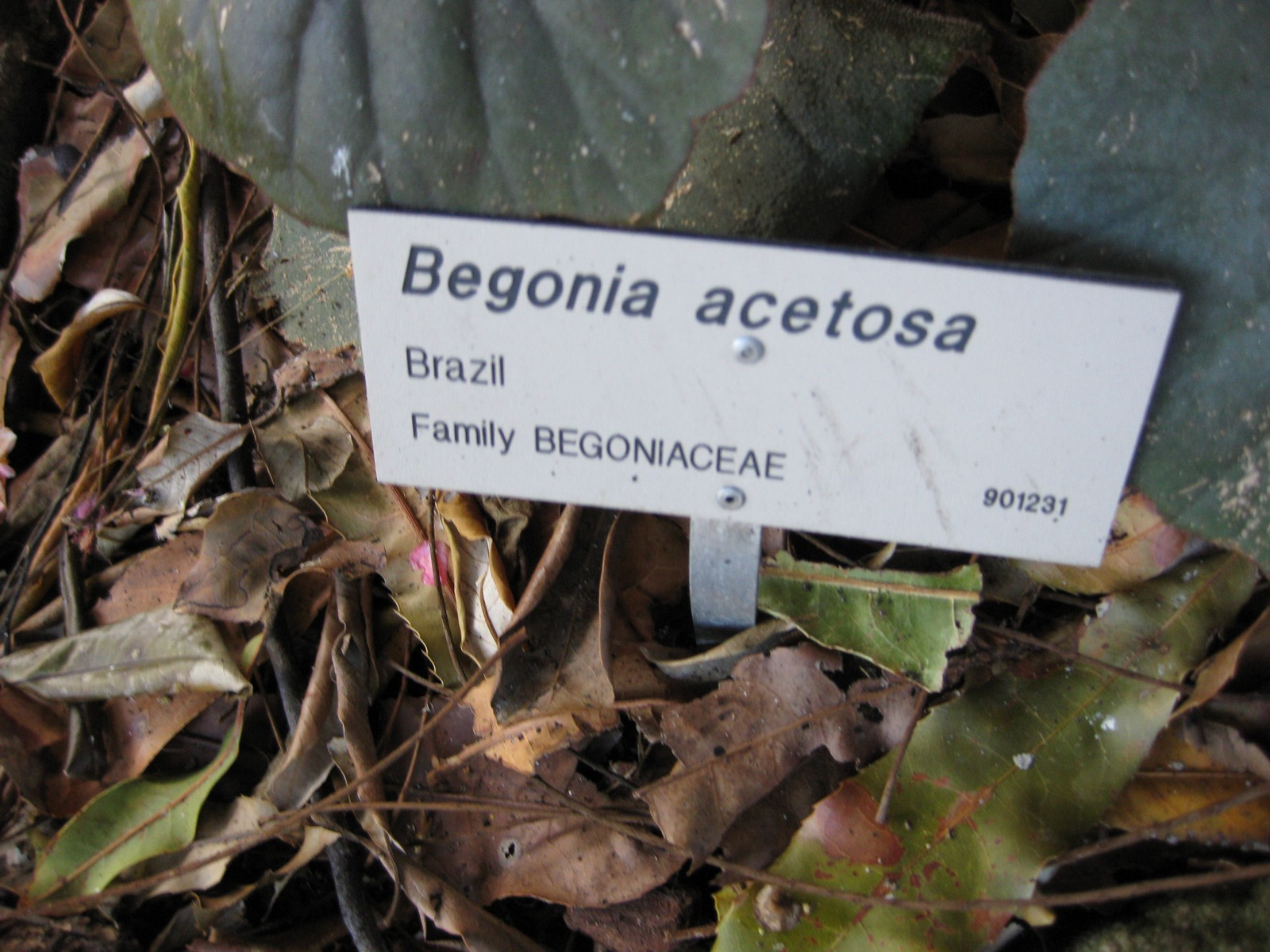